# Myksowirusy
Myksowirusy – grupa patogennych wirusów RNA, powodujących aglutynację erytrocytów. Wywołują szereg chorób zakaźnych, takich jak: grypa (wysoka zmienność antygenowa utrudnia opracowanie skutecznej szczepionki), a także odra i świnka.